# 多刺天竺鯛
多刺天竺鯛（學名：Amioides polyacanthus），為輻鰭魚綱天竺鯛科多刺天竺鯛屬下的一個種，分布於印度西太平洋區，從馬達加斯加至萬那杜、日本、台灣、菲律賓、印尼等海域，深度70至276公尺，本魚體延長，長橢圓形，體稍側扁，頭及眼睛大，口大且斜裂，上下頷具犬齒，舌上無齒，鰓蓋骨後緣棘不發達，體被弱櫛鱗，側線完全，背鰭有二個，尾鰭截形，側線下中央的部位具有一條深褐色縱向斑紋，尾鰭基部具一條暗褐色橫帶，背鰭硬棘8枚、背鰭軟條10枚、臀鰭硬棘2枚、臀鰭軟條8枚，體長可達22公分，棲息在礁岩斜坡，屬肉食性，通常在單獨或成對活動，以小魚和甲殼類為食，生活習性不明。